# Гимназия № 174 (Екатеринбург)
Гимназия № 174 имени Л.Я. Драпкина города Екатеринбурга — среднее общеобразовательное учебное заведение, построенное в 1991 году. До 2003 года — средняя общеобразовательная школа с углубленным изучением предметов гуманитарного профиля.

## Месторасположение
Гимназия расположена в Железнодорожном районе города Екатеринбурга, в микрорайоне  Сортировка. Здание было построено на месте болота. Через дорогу от неё расположена Школа № 170

## Здание
Строение представляет собой стандартное здание школы бело-зеленого цвета. Состоит из трех этажей. Имеется бассейн. На территории гимназии находятся стадион и корт.

## Образовательные программы
Начальная школа работает по программе «Школа 2100». Режим работы: 20-ти часовая учебная неделя (5 дней), группа продлённого дня, работают спортивные секции, кружки.
На базе 10—11 классов существуют следующие профили:гуманитарный, социально-экономический, естественно-научный, технический.
Начиная с 2021 года уже с пятого года обучения некоторые предметы изучаются углубленно. Существуют классы с упором на: Математику, Английский язык, Русский язык и общеобразовательные классы с дополнительным обучением Обществознания и ИКТ.

## Директора
| Директор                                  | Годы        | Лет в должности |
| ----------------------------------------- | ----------- | --------------- |
| Штейнберг Олег Борисович (р.1956)         | 1991 - 2018 | 27 лет          |
| Кургашев Александр Александрович (р.1984) | 2018 - 2020 | 2 года          |
| Ивлева Ирина Валерьевна (р.1968)          | 2020 - 2025 | 5 лет           |
| Павлов Денис Григорьевич (р. 1976)        | с 2025      | 1-й год         |

## Заместители Директора
• Неверова Татьяна Валентиновна - Заместитель директора по учебной работе. С 2019г.
• Сидорова Юлия Геннадьевна - Заместитель директора по административно-хозяйственной части. С 2020г.
• Котова Софья Сергеевна - Заместитель директора по воспитательной работе. С 2023 г.

## Награды
- Лучшая школа 2009 года по результатам опроса среди посетителей официального портала Екатеринбурга[1].
- Золотая медаль «Элита российского образования» за особые успехи в российском образовании — 2009.
- Диплом лауреата национальной премии «Элита российского образования» за лучший инновационный проект — 2009[2].